# Владімір Соботка
Владімір Соботка (чеськ. Vladimír Sobotka; 2 липня 1987, м. Тршебич, ЧССР) — чеський хокеїст, центральний нападник. Виступає за «Авангард» (Омськ) у Континентальній хокейній лізі.
Вихованець хокейної школи «Славія» (Тршебич). Виступав за «Славія» (Прага), «Бостон Брюїнс», «Провіденс Брюїнс» (АХЛ), «Сент-Луїс Блюз».
В чемпіонатах НХЛ — 381 матч (35+88), у турнірах Кубка Стенлі — 40 матчів (3+9).
У складі національної збірної Чехії учасник чемпіонатів світу 2014 і 2015 (19 матчів, 6+4); учасник EHT 2015. У складі молодіжної збірної Чехії учасник чемпіонатів світу 2006 і 2007. У складі юніорської збірної Чехії учасник чемпіонатів світу 2004 і 2005.
Досягнення
- Срібний призер чемпіонату Чехії (2006)
- Бронзовий призер юніорського чемпіонату світу (2004)